# Ruth Margery Addoms
Ruth Margery Addoms (1896-1951), fue una botánica, y profesora estadounidense en la Universidad Duke especializada en el estudio de anatomía vegetal y fisiología vegetal. Contribuyó al estudio de sustancias que promueven el crecimiento vegetal.

## Educación y vida tempranas
Addoms nació en Haworth, Nueva Jersey de Lucy M.C. y de William Henry Addoms, quien era un exportador en Brooklyn, Nueva York.
Asistió al Packer Instituto Colegial, en Brooklyn. Obtuvo un grado A.B. por la Wellesley Universidad en 1918. En 1921, recibió el grado de maestría en botánica por la misma casa de altos estudios. Y, en 1926, Addoms ganó su doctorado por la Universidad de Wisconsin-Madison.

## Carrera científica
Después de ganar su PhD, Addoms enseñó en las Universidades de Wellesley y en la de Wisconsin. En 1930, devino profesora en la Universidad Duke, jugando una función crucial en el desarrollo del Departamento en Duke de botánica y en el Colegio de Mujeres. Fue una profesora activa e investigadora por veinte años hasta su decesoe en 1951. Durante sus dos décadas en Duke, Addoms, con la ayuda de su colega Lewis Anderson, construyó el curso institucional general de botánica.
Addoms fue una de los ocho miembros originales del Departamento de Botánica en Duke, que se generó al partirse el Departamento de Biología en 1935. En aquel tiempo, entrenaba a doctorandos y ayudaba al Dr. Hugo L. Blomquist y promovía el naciente departamento.
Contribuyó a varios campos de la anatomía y fisiología vegetal. Más notablemente, Addoms se interesó en los estudios de promotores del crecimiento vegetal. También contribuyó a varios textos sobre sustancias químicas promotoras del crecimiento, así como a textos generales de botánica.

## Honores y legado
Fue activa tanto en su vida civil como en la académica. Durante la Segunda Guerra Mundial, fue la presidenta del Durham, capítulo de Carolina del Norte de la Sociedad de Alivio de Guerra británica y miembro de la organización de Defensa Civil de la ciudad durante esa guerra. También sirvió como miembro activo de las Girl Scouts local desde su formación.
Profesionalmente, fue miembro y dirigente de muchas organizaciones, como Phi Beta Kappa, Sigma Xi, Sigma Delta Epsilon, Sociedad Botánica de América, y miembro de la Sociedad americana de Fisiólogos Vegetales.
En 1956, el Colegio de Mujeres de Duke construyó un nuevo dormitorio dándole su epónimo: el Gilbert-Addoms Sala de Residencia que conmemora su servicio la universidad, al Departamento de Botánica, y sus contribuciones al campo.

## Algunas publicaciones
- Avery, George S.; Johnson, Elizabeth Bindloss; Addoms, Ruth M. (1947). Hormones and Horticulture: The Use of Special Chemicals in the Control of Plant Growth. New York: McGraw-Hill Book Co.Nueva York: McGraw-Libro de Cerro Co.
- Emma L., Fisk; Addoms, Ruth M. (1930). A Laboratory Manual of General Botany. New York: Macmillan. OCLC 01057945.
- «The Effect of the Hydrogen Ion on the Protoplasm of the Root Hairs of Wheat». American Journal of Botany 10 (4): 211-220. marzo de 1927..